# بونسيل
بونسيل هي قسم من المدينة البلجيكية سيراين، تقع في والونيا، في مقاطعة لياج .
تتضمن المنطقة حصن بونسيل، واحد من الحصون العشرين المبنية كجزء من تحصين لييج في أواخر القرن التاسع عشر في بلجيكا.
نظام الإحداثيات الجغرافي:50.5753°N 5.5353°E